# تاريخ المثليين في هولندا
يعكس تاريخ المثليين والمثليات ومزدوجي التوجه الجنسي والمتحولين جنسيا في هولندا ظلال التسامح أو عدم التسامح التي استخدمها حكام البلاد في فترات مختلفة من تاريخها. منذ الحرب العالمية الثانية، تم تحفيز حركة حقوق المثليين من خلال الأحداث في الخارج وزيادة التحرر محليا.

## القرن ال16
- 1520 - رسم لوكاس فان ليدن لوحة «لوط (شخص الكتاب المقدس) وبنات لوط». يصف سفر التكوين هروب لوط من النار والكبريت من سدوم وعمورة بسبب السدومية.

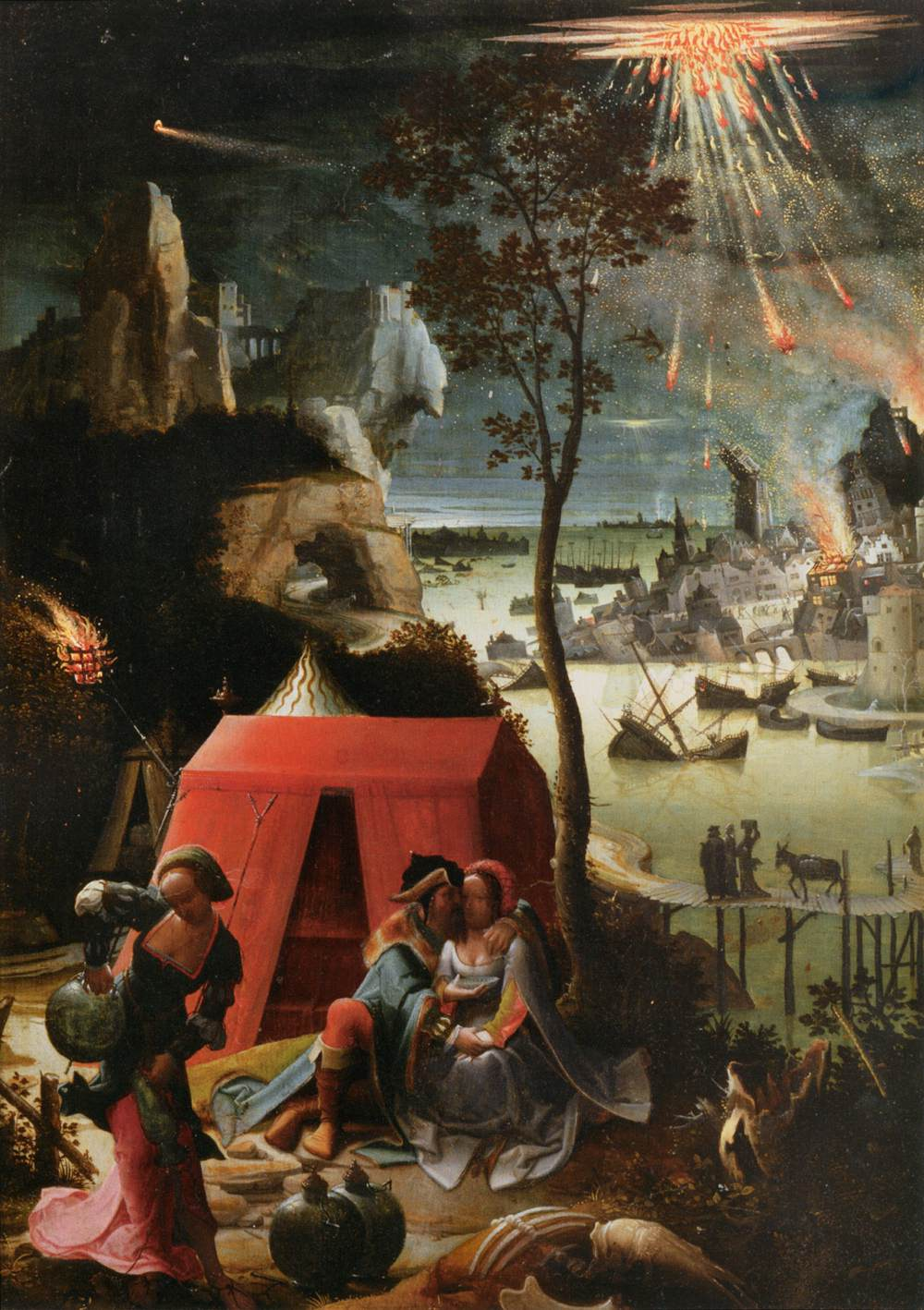
لوحة لوط وبناته من قبل لوكاس فان ليدن
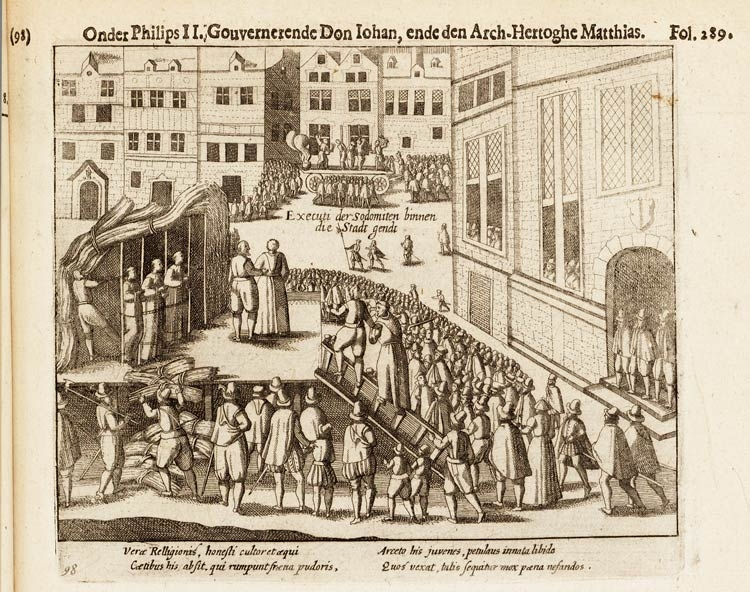
رسم توضيحي لإعدام رهبان مثليين، 1578 من قبل ميشيل كوليين."

## القرن ال17

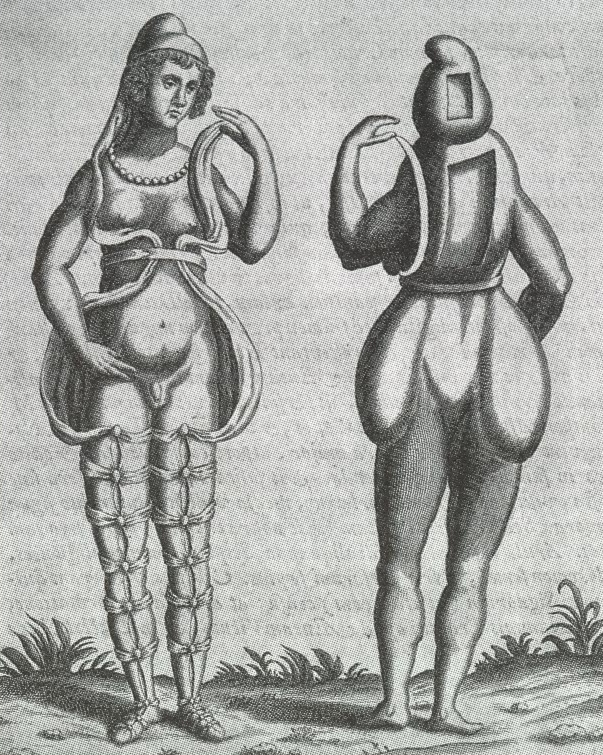
المثلية الجنسية عند النساء وثنائية الجنس، في نقش حوالي 1690، والتي كانت مفاهيم مماثلة جدا خلال عصر النهضة.

- 1616 - كتب ويليم باودارتيوس ورسم ميشيل كوليين صور كتاب التاريخ: «صورة ووصف لجميع المعارك الميدانية والحصار وغيرها من التواريخ البارزة، غيفلين في هولندا، خلال الحرب ضد غوناين سباينغيان» (بالهولندية: Afbeeldinghe, ende beschrijvinghe van alle de veld-slagen, belegeringen, en̄ and're notable geschiedenissen, ghevallen in de Nederlanden, geduerende d'oorloghe teghens den coningh van Spaengien). والذي يروي بالتفصيل إعدام رهبان بتهمة السدومية في غنت يوم 28 يونيو، 1578.[1]

- 1618، حوكمت امرأتان، ماغدالين ومايكين بسبب المثلية الجنسية في بروج. اتهم زوج ماغدالين، الذي حوكم مؤخراً وحُكم عليه بالإعدام شنقاً لسرقة خيول، زوجته بأنها هيرمافودايت. فاجأ زوجته ماغدالين في الإسطبل مع امرأة أخرى.[2] بعد بضعة أيام، شوهدت ماغدالين وسيدة أخرى تركضان عاريتين في حقول المحاصيل حتى بحيرة محلية. هربت الامرأتان بعد بضعة أيام. شهد الجيران وأكدوا سمعة ماغدالين وسلوكها. يُظهر التحليل النصي لاستجواب المحاكمة كيف قرأ القضاة سلوك ماغدالين على أنه سلوك شبيه بالرجال، مدفوع على النساء السالبات، والتي غشا وبالقسر. يجب على المؤرخين توخي الحذر عند قراءة مثل هذه البيانات التي قد تعكس رؤية الحكام أكثر من السلوكيات الفعلية.[2] شهدت ماغدالين في المحكمة أن انجاذبها للنساء ظهر عندما كانت في التاسعة من عمرها وشاهدت امرأتين في علاقة غرامية. تزوجت ولكنها وزوجها ليسا هيرمافودايت، فهي تغوي النساء فقط وتقيم معهن علاقات. تفضل ماغدالين أن تكون جسديًا مع النساء بدلاً من الرجال، ودون ذكر أسماء، قالت أن العديد من النساء يشبهنها. شهدت مايكين في المحكمة أن الدافع الجنسي لماغدالين قوي جدا، حيث علقت ماغدالين أن ليف مايكين كانت على ما يرام معها وكان من الأفضل أن تهرب معها. بعد المحاكمة، حكم على مايكين بالصلاة على خطيئتها، ونُفيت من بروج. تم نفي ماغدالين من كونتية فلانديرز وكانت ستواجه عقوبة الإعدام إذا عادت.[2]

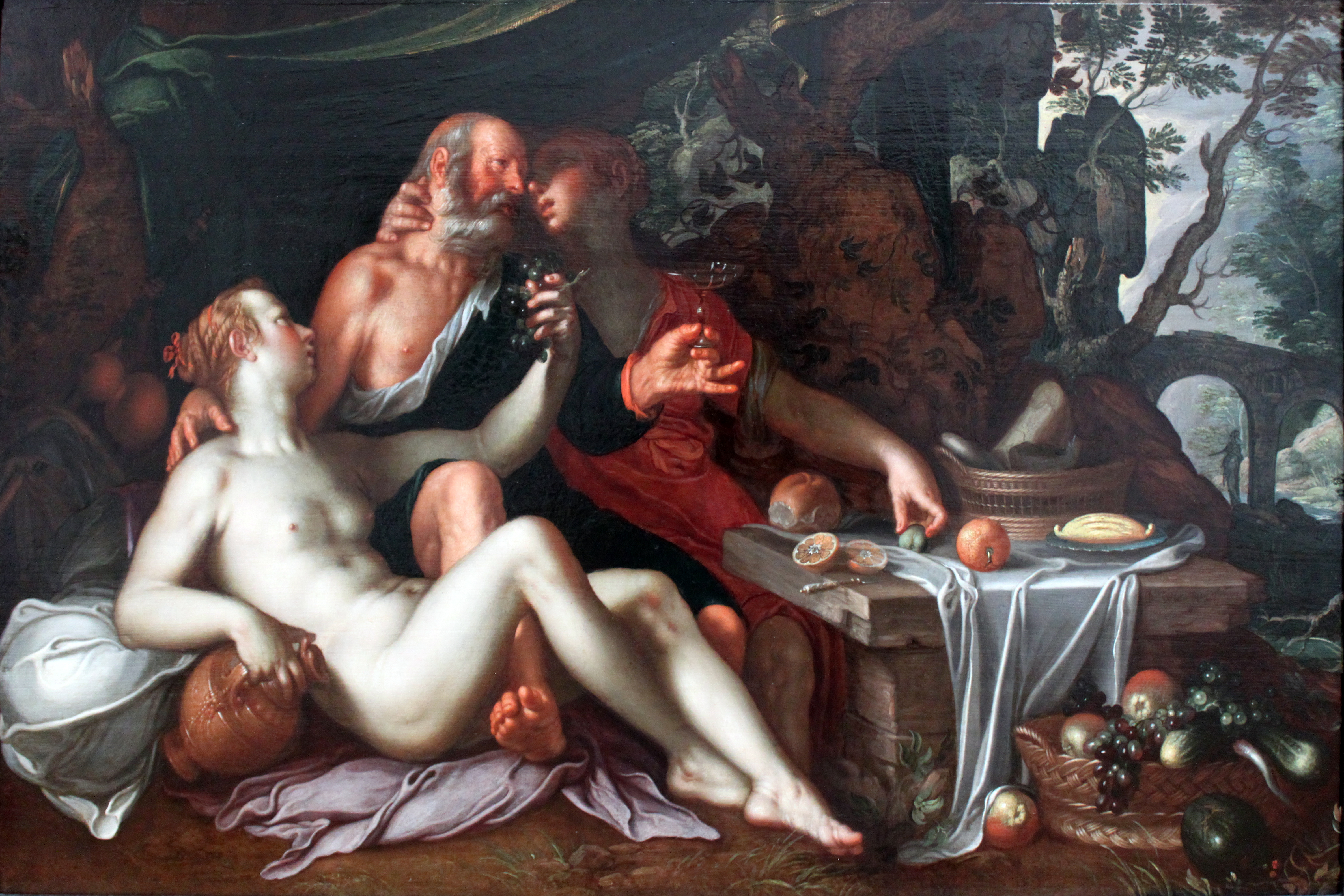
لوط (شخص الكتاب المقدس) و بناته، يواخيم أوتيفال

- 1630 رسم يواكيم أوتيفال لوط وبناته مقتبسا من كتاب سفر التكوين 18 و 19 الذي يصف النار والكبريت ضد سدوم وعمورة كعقاب على السدومية.

## القرنان ال18 وال19

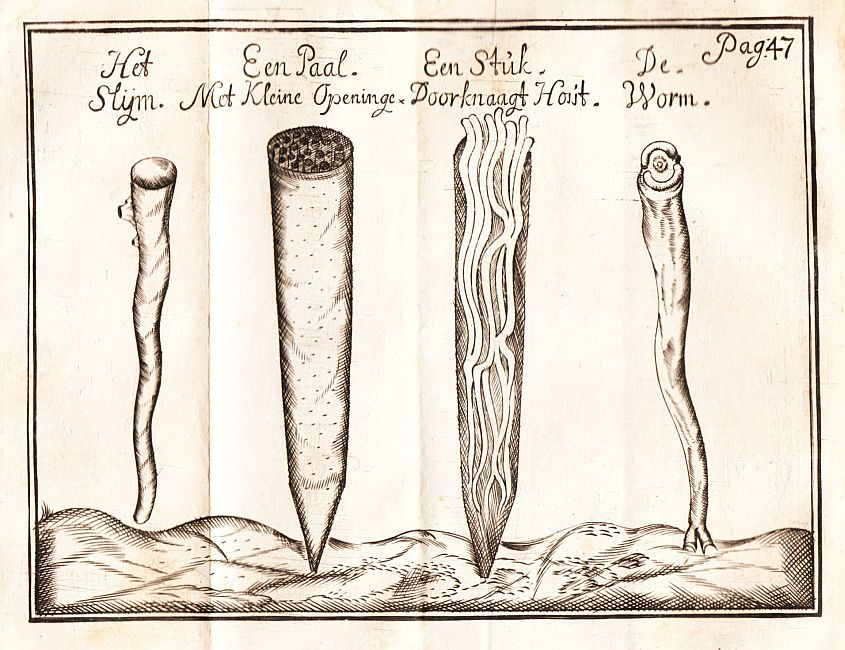
صورة من القرن الثامن عشر لفيروس من كتيب قس مسيحي هولندي، كان يعتقد أن الفيروس كان انتقامًا من الرب بسبب ظهور "السدوميين" في هولندا

كان الانخراط في السدومية جريمة عامة في الجمهورية الهولندية من عام 1730 حتى عام 1811، عندما تم وضع قانون نابليون الذي ألغى تجريم المثلية الجنسية لأول مرة، بعد الضم الفرنسي. معظم القضايا التي تمت محاكمتها شملت رجالًا يمارسون الجنس مع رجال آخرين (عادةً ما يكونون أولاد دون سن الرشد أو حالات اغتصاب الذكور). لم يتم محاكمة المغايرين جنسيا الذين قاموا بالسدومية، أو الأشخاص الذين مارسوا البهيمية، عموما بموجب هذا التشريع. ومع ذلك، يمكن القبض على امرأة تحاول الزواج من امرأة أخرى بتهمة الاحتيال.

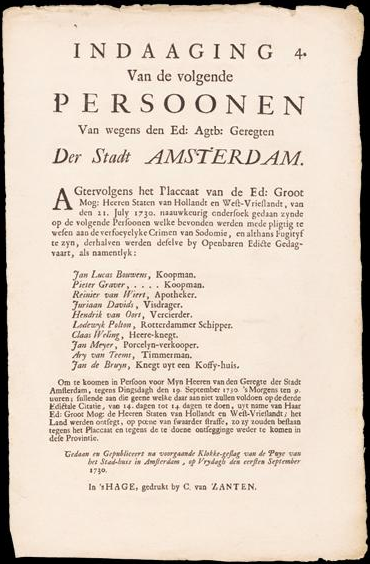
ملصق المطلوبين، التي نشرت في أمستردام في 1 سبتمبر 1730

في عام 1725، تم نفي ليندرت هاسينبوش وهو بحار هولندي شاب، بمفرده في جزيرة أسينشين كعقوبة على السدومية؛ يفترض أنه مات من العطش. قصته معروفة لأنه تم العثور على مذكراته في الجزيرة في العام التالي من خلال زيارة البحارة البريطانيين، ونشرت في إنجلترا.
بعد عام 1730 (خلال عصر التنوير)، حدثت زيادة كبيرة فيما يتعلق بالاعتقالات والمذابح بسبب السدومية في محاكات السدومية في أوتريخت. اتُهم المئات من الرجال بالسدومية مع رجال آخرين، وتم إعدام ما بين 200 إلى 300 من الرجال خلال هذه الفترة. كانت قوانين السدومية قيد المناقشة في هذه الفترة. في عام 1777، ظهر منشور ديني لكاتب مجهول بعنوان "اعتبارات على معاقبة الجريمة سيئة السمعة، والتي دعت إلى إلغاء قوانين السدومية الهولندية. على الرغم من أن هذا المسلك لم ينظر إلى المثلية الجنسية على أنها إجرامية، إلا أنه كان ينظر إليها على أنها سلوك اجتماعي. وذُكر أنه يمكن الوقاية من المثلية الجنسية عن طريق التعليم المشترك للرجال والإناث في المدرسة، وكذلك تشجيع الأطفال الصغار على زواج المغايرين.
في القرن ال18، تعرضت الرذائل الجنسية مثل الاستمناء لهجوم، ولكن احتفل العديد من المؤلفين في نفس الوقت بالعلاقة بين سقراط وأفلاطون والتي ينظر إليها على أنها صداقة غلمانية. لقد شاركوا فيما يسمى «معركة سقراط»، التي ناقشت ما إذا كان سقراط غلمانيا يونانيا قديما أو صديقا مقربا من أفلاطون. كان كلا الجانبين من النقاش واضحين للتأكيد على أنهما لم يدعما السدومية أو حب الغلمان في حد ذاته، لكنهم كانوا داعمين للصداقة المثليى، كونها غامضة عن قصد حتى لا يسيء إلى حساسيات العصر. لا يزال يُنظر إلى الانجذاب المثلي على أنه خطيئة وغالبًا ما يتم السكوت عنه، وقد قيل إن هذا الصمت منع المثلية الجنسية في الرجال وشجعها في نفس الوقت.
بالإضافة إلى ذلك، ارتدى النساء ملابس الرجال، وأحياناً تزوجن من نساء أخريات، وبعضهن (عادة من الطبقة الدنيا) يصنفن كسحاقيات. وكثيراً ما كانوا متورطين في أعمال إجرامية صغيرة وفي البغاء.
بعد تأسيس الجمهورية الباتافية في عام 1795، زاد عدد المحاكمات المتعلقة بالسدومية مرة أخرى، لكن شدة العقوبات تقلصت. حوكمت بعض السحاقيات بتهمة محاولة اللواط وسجنن. في عام 1810، دمج نابليون بونابرت البلاد في الإمبراطورية الفرنسية الأولى. في عام 1811، تبنت هولندا قانون العقوبات الفرنسي، الذي ألغى القوانين ضد السدومية في عام 1791.

## القرن ال 20

### 1900-1939
في عام 1911 أصدرت الأحزاب السياسية الحاكمة على أساس مسيحي «المادة 248 مكرر» والتي رفعت السن القانونية للنشاط الجنسي المثلي إلى 21 عاما، في حين بقي السن القانونية للنشاط الجنسي المغاير 16 عاما. جنبا إلى جنب مع السن القانونية للنشاط الجنسي غير المتكافئ، كانت مختلف القوانين ضد «الفحش العام» تستخدم في كثير من الأحيان ضد الرجال المثليين. وردا على هذا القانون الجديد، تم تأسيس فرع هولندي من اللجنة العلمية الإنسانية الألمانية تحت قيادة ياكوب شورير. أصبحت المنظمة مستقلة وسميت «اللجنة الهولندية العلمية الإنسانية» (باللغة الهولندية: Nederlandsch Wetenschappelijk Humanitair Komitee) في عام 1919.

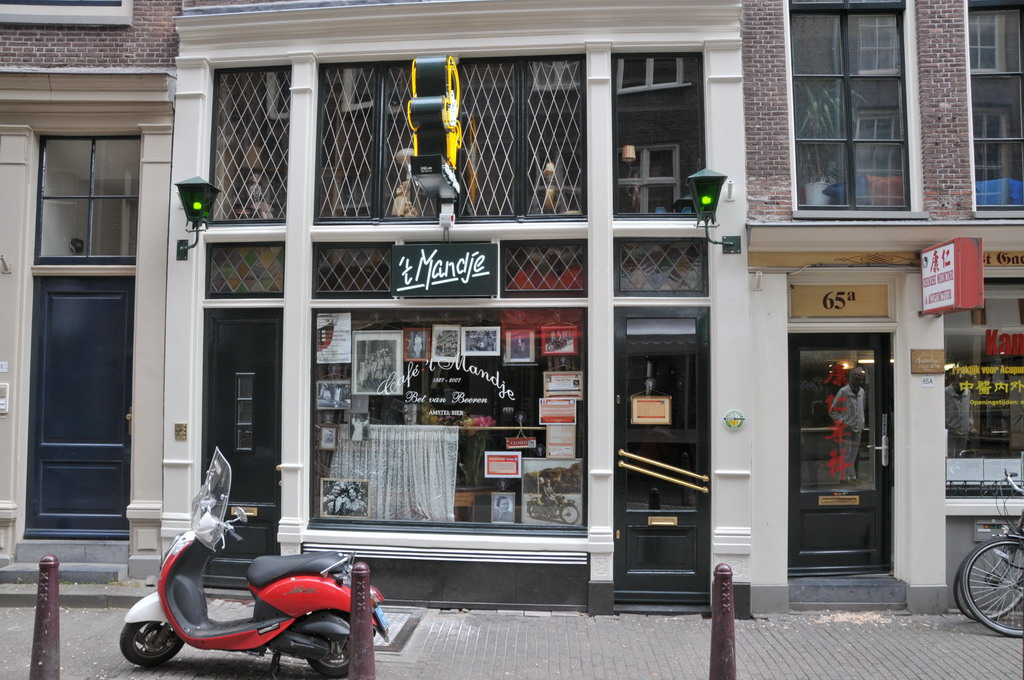
مقهى 'تي مانديي في زيدييك في أمستردام

في أمستردام، تم إنشاء أول بار للمثليين خلال هذه الفترة. أشهرها كان «الإمبراطورية» (باللغة الإنجليزية: "The Empire")، التي ذكرت لأول مرة في عام 1911 وكانت موجودة حتى أواخر عقد 1930. من هنا، نُشرت أول مجلة للمثليين، بعنوان «نحن» (باللغة الهولندية: Wij)، في عام 1932. أقدم مكان لا يزال موجودًا هو مقهى 'تي مانديي، الذي افتتح في عام 1927 من قبل الامرأة المثلية بيت فان بيرين. كان هناك بار للمثليين في وقت مبكر «دو ميرلو» (باللغة الهولندية: Du Merlo)، الذي أنشئ في عام 1928.

### 1940-1969
تم إغلاق «اللجنة الهولندية العلمية الإنسانية» (باللغة الهولندية: Nederlandsch Wetenschappelijk Humanitair Komitee) من قبل النازيين الألمان خلال الحرب العالمية الثانية، وأدخل قانون العقوبات الألماني الذي يجرم المثلية الجنسية، الفقرة 175 في قانون العقوبات الهولندي. تم إحياء حركة حقوق المثليين الهولنديين في عام 1945 عندما تم إنشاء منظمة سي أو سي هولندا والتي ترمز إلى «مركز الثقافة والترفيه» (باللغة الهولندية: Cultuur en Ontspanningscentrum، COC)، في لاهاي بواسطة نييك إنغليشمان الذي نشر مجلة «الحق في العيش» (باللغة الهولندية: Levensrecht).

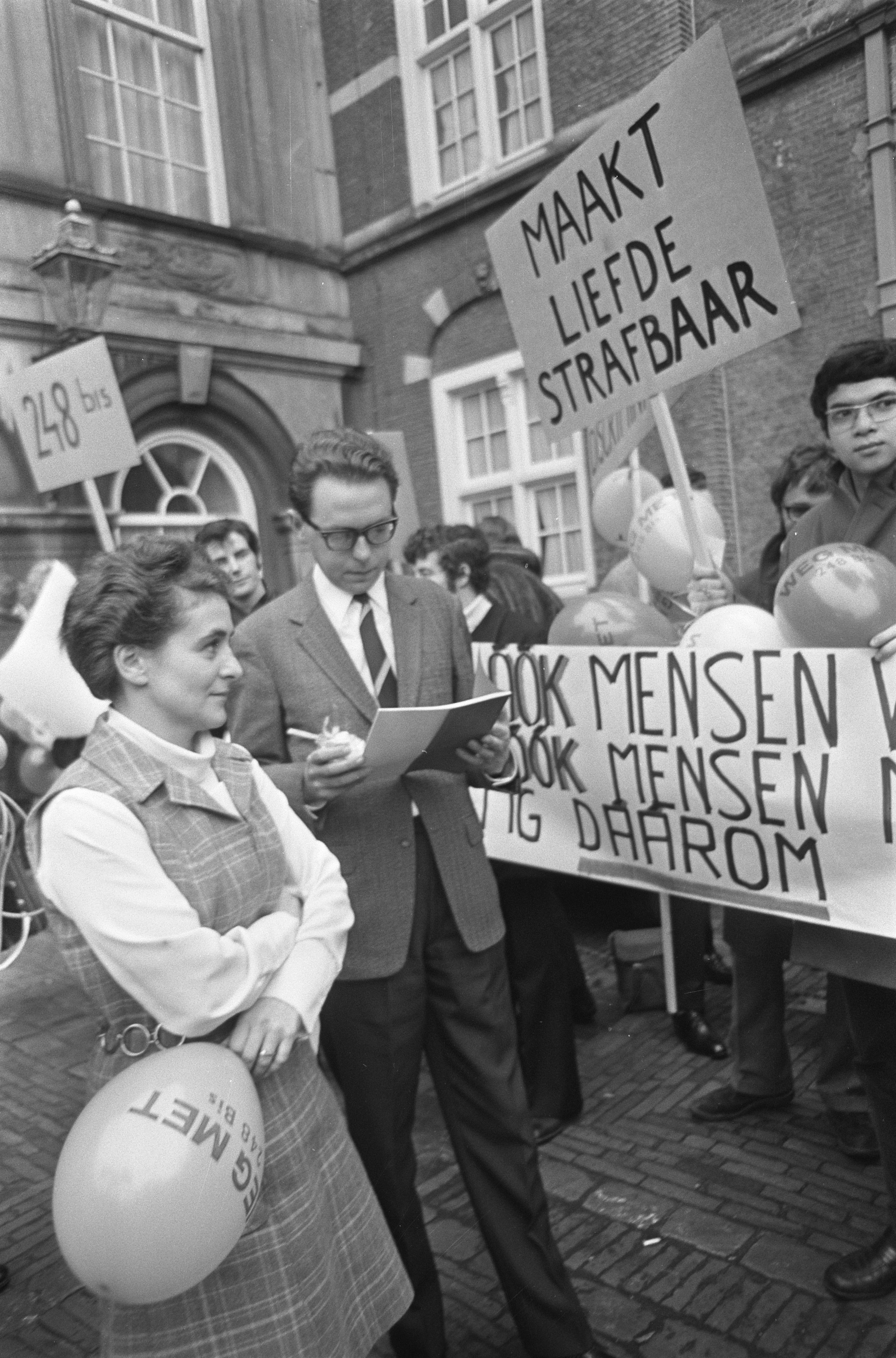
المثليون يتظاهرون ضد المادة 248 مكرر في لاهاي، 1969

في أواخر الأربعينيات وحتى الستينيات، بدأ العديد من الأطباء النفسيين ورجال الدين الهولنديين في رؤية المثلية الجنسية كمرض عقلي بسيط. خلال الثورة الجنسية في عقد 1960، أسفرت نقطة النظر الأكثر انفتاحا هذه في موقف أقل قمعية تجاه المثلية الجنسية وفي تقنين الخيانة الزوجية، الإجهاض، والإباحية. تم تقنين الدعارة في عام 1993.
في أمستردام، تصرفت حكومة المدينة براغماتية إلى حد ما وتغاضت عن وجود بارات المثليين. في عام 1952، تم افتتاح ملهى رقص للمثليين تدعى دي.أو.كي (باللغة الهولندية: De Odeon Kelder، DOK)، أعقبها في عام 1955 الرقص الأكثر لطفًا إلى حد ما لمنظمة حقوق المثليين سي أو سي هولندا، الذي يسمى دي شاكل (باللغة الهولندية: De Schakel). ووجد كلاهما لأكثر من 30 عامًا، وجذب الرجال المثليين من جميع أنحاء العالم وجعلوا أمستردام عاصمة المثليين في ذلك الوقت.
في الستينيات، نما عدد بارات المثليين بسرعة وتجمعوا في عدد من الشوارع وحولها، على الرغم من أن هذا كان يقتصر على البارات والنوادي والمحلات التجارية ولم يصبحوا مناطق سكنية للمثليين، مثل قرى المثليين في الولايات المتحدة. منذ أواخر الخمسينيات كان شارع أمستردام الرئيسي للمثليين هو كيركسترات (باللغة الهولندية: Kerkstraat). من الشوارع الأخرى التي شهدت تركيزًا للمثليين هي زيدييك (باللغة الهولندية: Zeedijk) وأمستل (باللغة الهولندية:Amstel) وفارمويسترات (باللغة الهولندية: Warmoesstraat)، وكان الأخير مركز ثقافة الجلود في أمستردام، حيث تم بالفعل افتتاح أول بار للجلود في حوالي عام 1955.

### 1970-1999
في عام 1971، ألغيت المادة 248 مكرر التي جعلت السن اقانونية للنشاط الجنسي غير متكافئ، وفي عام 1973 توقفت مؤسسات الصحة العقلية الهولندية على اعتبار المثلية الجنسية على أنها مرض، ورفع الجيش حظره على المثليين. بدأ الأشخاص من مجتمع الميم الهولندي بالإفصاح عن توجههم الجنسي أكثر، بدأت مجلات المثليين مثل غاي كرانت بالنشر وبدأت الأحزاب السياسية الهولندية الليبرالية واليسارية بدعم حقوق المثليين كجزء من الدعم العام للتسامح والليبرالية الاجتماعية.
في أوائل الثمانينيات، أصبح شارع ريغيليرسدفارساترات (باللغة الهولندية: Reguliersdwarsstraat) شارع المثليبن الرئيسي في أمستردام عوضا عن شارع كيركسترات (باللغة الهولندية: Kerkstraat). في شارع ريغيليرسدفارساترات (باللغة الهولندية: Reguliersdwarsstraat)، تم افتتاح اثنين من أول أماكن للمثليين علنا: قاعة طعام وسط المدينة، تلاها مقهى شهير في أبريل عام 1981. تم تنظيم حفلات في الشوارع شارك فيها المثليون والمغايرون مع بعضهم البعض وأصبح حضور المثليين من أبرز ملامح الحياة الليلية الهولندية. أصبح نادي المثليين «إيت» (باللغة الهولندية: iT) في أمسيلتيلسترات مشهورًا عالميًا بحفلاته.
حوالي عام 1983، وصل وباء الإيدز إلى أمستردام أيضًا، مما دفع معظم الرجال المثليين الهولنديين إلى تغيير عاداتهم الجنسية لممارسة الجنس الآمن، وفي نهاية المطاف تم إدخال التثقيف الجنسي الشامل في المدارس العامة مما أدى إلى انخفاض معدل الإصابة.

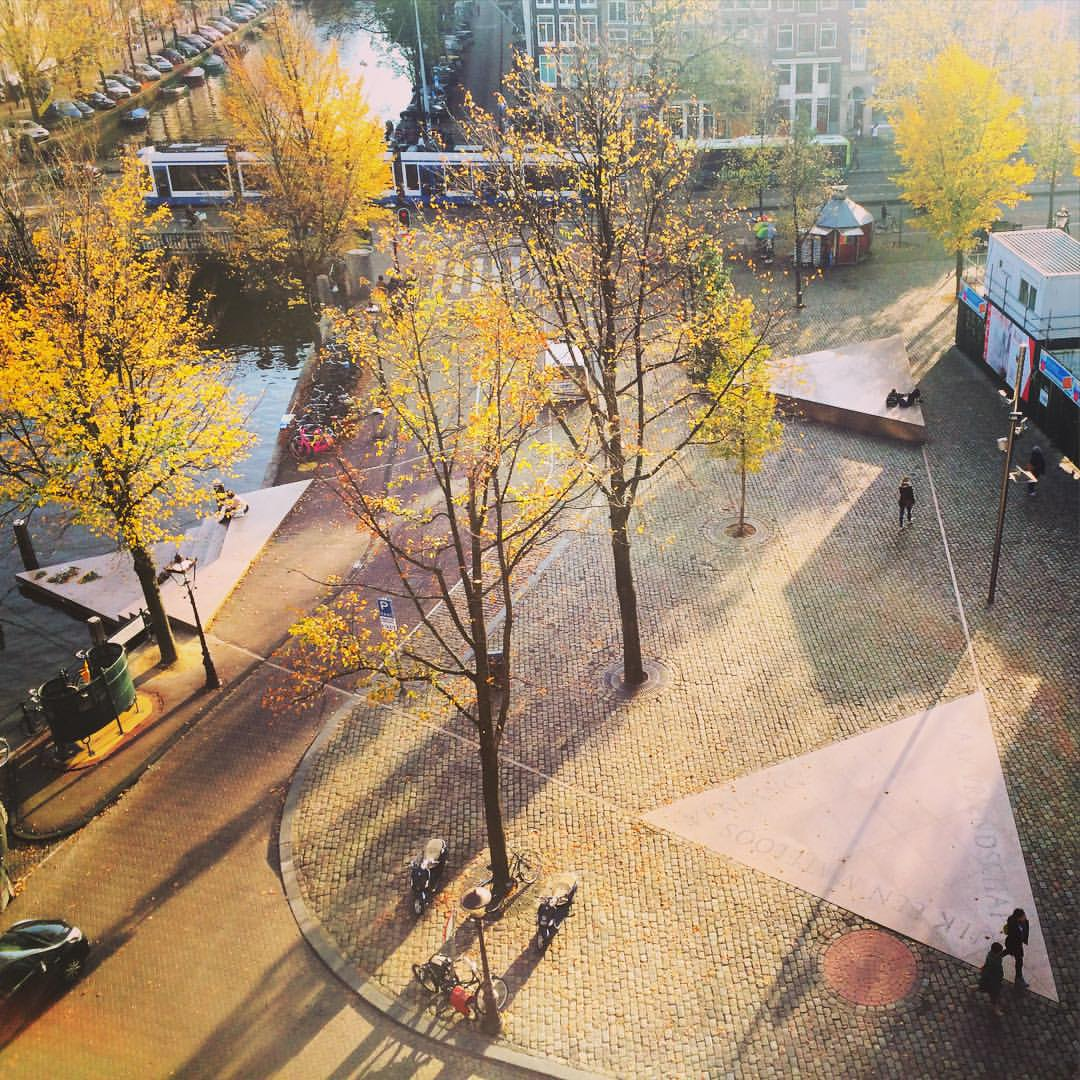
نصب المثليين التذكاري في أمستردام، والذي يتألف من ثلاثة مثلثات وردية اللون

في عام 1987، تم افتتاح أول نصب تذكاري للمثليين في العالم، وهو نصب المثليين التذكاري في أمستردام (باللغة الهولندية: Homomonument)، في وسط أمستردام. والذي يحيي ذكرى جميع الرجال المثليين والمثليات الذين تعرضوا للاضطهاد بسبب المثلية الجنسية.
في عام 1993، سن البرلمان الهولندي «قانون المساواة في الحقوق»، الذي تضمن التوجه الجنسي كفئة محمية قانونًا ضد التمييز، على سبيل المثال في التوظيف والإسكان وتوفير السلع والخدمات العامة والخاصة. ومع ذلك، ذكر تقرير مسرب في عام 2005 أن المدارس الدينية، التي تمول معظمها من قبل الحكومة، يمكن أن تطرد المعلمين إذا كان سلوكهم خارج المدرسة يتعارض مع أخلاق المدرسة، وتم طرد أحد المعلمين في مدرسة دينية في أبريل 2005 لمجرد وجوده في علاقة مثلية. في عام 1998، منح البرلمان الهولندي مزايا الشراكة المنزلية للشركاء المثليين.
للاحتفال بالحرية والتنوع، تم تأسيس مسيرة فخر أمستردام للمثليين في عام 1996، والتي اشتهرت بعرض القنال للقوارب. بعد ذلك بعامين، كان هذا العرض نسخة عام 1998 لألعاب المثليين، والتي كانت في ذلك الوقت أكبر حدث للمثليين في هولندا.

## القرن ال 21

### 2000-2004
في عام 2001، قننت هولندا زواج المثليين، لتصبح أول دولة تقوم بذلك.
تميل الهجمات اللفظية والجسدية المنعزلة على المثليين تميل إلى أن تأتي من القيادة المحافظة اجتماعيا للمجتمع المسلم وأتباعهم (يشكل المسلمون في هولندا أكثر من 5% من سكان البلاد). يعارض الزعماء السياسيون للأحزاب المسيحية المحافظة (والذين يمثلون 5% أخرى) تشريعات حقوق المثليين، ومع ذلك، فهم يعترفون بمجتمع المثليين ويعارضون جميعًا التمييز ضد المثليين. علاوة على ذلك، فإن الاتحاد المسيحي، الذين يشكلون، بالتعاون مع حزب النداء الديمقراطي المسيحي وحزب العمال، في حكومة يان بيتر بالكنإنده الرابعة. لا ترغب في إلغاء قانون زواج المثليين (في حكومة بالكينيندي الرابعة)، لأنهم أدركوا أنه شيء له أساس اجتماعي كبير، وبالتالي «حقيقة مقبولة». عبر الاتحاد المسيحي عن معارضته لزواج المثليين. بالنسبة لهولندا، يعتبر ذلك وجهة نظر محافظة، لكن بالمقارنة مع الأحزاب المسيحية الأخرى في العالم، فهي تقدمية إلى حد ما.
رفضت الدول التأسيسية داخل مملكة هولندا، وهي كل من أروبا وجزر الأنتيل الهولندية، تشريعات هولندا الليبرالية بشأن حقوق المثليين، ولم تقنن زواج المثليين. ومع ذلك، أعلنت المحكمة العليا الهولندية في عام 2007 أن جميع حالات الزواج التي يم عقدها في مختلف أنحاء مملكة هولندا بما في حالات زواج المثليين يجب أن يتم قبولها في الأجزاء الأخرى من المملكة أيضًا، مما يجبر أروبا على الاعتراف بزواج المثليين الذي يتم عقده في هولندا. لكن هذا لا يعني أن أروبا أو جزر الأنتيل الهولندية ملزمة بإدخال قوانين تشرع زواج المثليين التي يتم إبرامها داخل بلدانهم، حيث أن الدول المكونة للمملكة لديها قوانين خاصة منفصلة (انظر زواج المثليين في أروبا وكوراساو وسينت مارتن). في حين أن العلاقات الجنسية المثلية بين البالغين المتوافقين عليها في الخاص أمر قانوني، فإن معظم الناس في المناطق الجزرية ينتمون إلى الكنيسة الرومانية الكاثوليكية المحافظة اجتماعيا. نتيجة لذلك، لا يدعم العديد من سكان جزر الأنتيل وسكان أروبا حقوق المثليين.
في عام 2002، بدأت جمعية الصليب الأحمر الهولندية للمشاركة في مهرجان فخر المثليين السنوي لتعزيز والتشجيع على التعليم حول الإيدز - فيروس نقص المناعة البشرية.

### 2005-2009
في عام 2005، كان الصحفي الأمريكي كريس كراين وشريكه ضحيتين لهجوم هوموفوبي أثناء وجودهما في هولندا من قبل رجلين وصفا بأن لهما «ملامح مغربية».
في عام 2005، بدأت الحكومة الهولندية بالسماح للأزواج المثليين بتبني أطفال من الخارج.
في عام 2005، رفضت أروبا، وهي بلد مكون لمملكة هولندا، الاعتراف بزواج المثليين. في عام 2007، أعلنت المحكمة العليا الهولندية أنه ينبغي قبول جميع حالات الزواج التي يتم عقدها في مختلف أنحاء مملكة هولندا بما فيها زواج المثليين في الأجزاء الأخرى من المملكة أيضًا، مما أجبر أروبا على الاعتراف بزواج المثليين.
في عام 2006، تصرفت الحكومة الهولندية لترحيل عدة مهاجرين إيرانيين مثليين زعموا أنهم سوف يُقتلون إذا أُعيدوا، لكن بعد احتجاجات من السكان الهولنديين، سمحت لهم الحكومة بالبقاء.
أظهر استطلاع للرأي أجراه مقياس يوروباروميتر في عام 2006 أن الهولنديين هم أكثر المؤيدين لزواج المثليين في الاتحاد الأوروبي بنسبة 82%.
في عام 2007، أكدت اللجنة الهولندية للمساواة في المعاملة سياسة سانغان (باللغة الهولندية: Sanquin) (المنظمة الهولندية التي تنظم التبرع بالدم) بعدم السماح للرجال الذين يمارسون الجنس مع الرجال بالتبرع بالدم. وقد فعلت ذلك من قبل في عام 1998.

### 2010-2014
في عام 2010، منع كاهن كاثوليكي في رويسل أميرا مثليا علنا لكرنفال الخبز المقدس. تحول مجتمع المثليين بأعداد كبيرة خلال القداس اللاحق، مما دفع الكاهن إلى إلغاء القربان المقدس. أيد أسقف 'اس هيرتوغينبوش الكاهن، وبعد ذلك قام أفراد مجتمع مثلي الجنس، وبدعم من رئيس حزب سياسي حزب العمال، أعلن احتجاجا على كتلة الأسقف. في حين أن الكثير من الخطاب الهولندي حول قبول المثلية الجنسية داخل الدين كان يركز على عدم القبول في الإسلام، فإن هذه القضية أظهرت أن قبول المثلية الجنسية في بعض الكنائس المسيحية لا يزال منخفضًا أيضًا في هولندا.